# Ponferrada
Ponferrada is een gemeente in de Spaanse provincie León in de autonome regio Castilië en León met een oppervlakte van 283,17 km². Ponferrada telt 66.447 inwoners (1 januari 2016). Ponferrada is de hoofdstad en zetel van de comarca El Bierzo.
De rivier Sil stroomt door de stad. Ponferrada is de laatste grotere plaats op de pelgrimsroute naar Santiago de Compostella. In Romeinse tijden werd in de nabijheid van Ponferrada goud gewonnen, zie Las Médulas. In de middeleeuwen was Ponferrada korte tijd het Spaanse hoofdkwartier van de Tempeliers, die een groot kasteel in de plaats bezaten. In later tijden (19e eeuw/eerste helft 20e eeuw) werd er onder meer kolen gewonnen. 
In september 2014 werd het wereldkampioenschap wielrennen in Ponferrada verreden. De wereldtitel bij de mannenelite werd er gewonnen door de Pool Michał Kwiatkowski.

## Demografische ontwikkeling
Bron: INE; 1857-2011: volkstellingen
Opm.: Afstand van Columbrianos en Toral de Merayo (1857); aanhechting van Columbrianos, Toral de Merayo (1877), Los Barrios de Salas en San Esteban de Valdueza (1981)

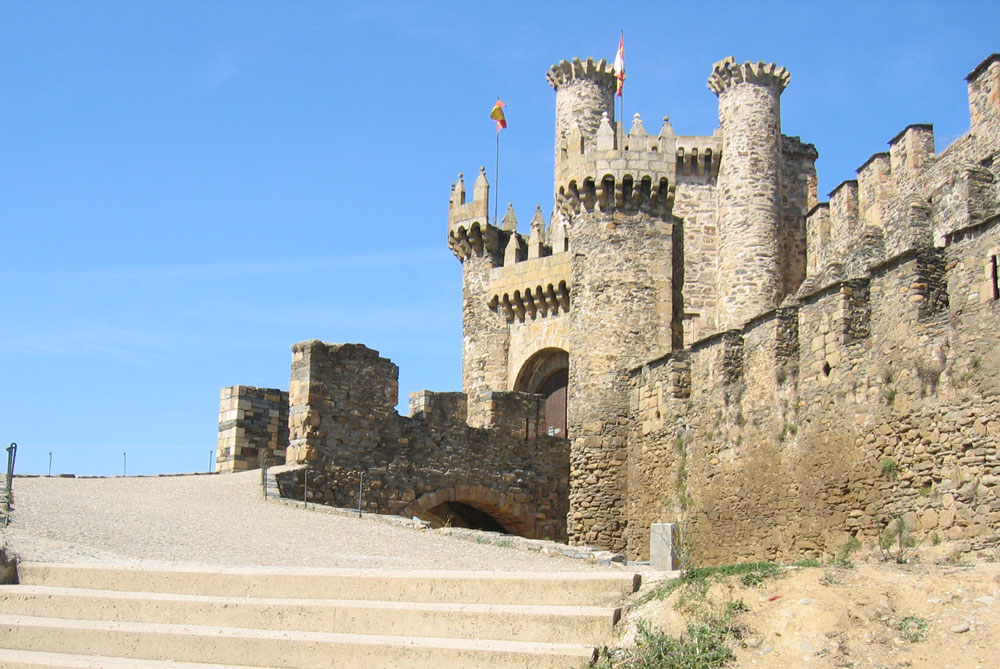
Het kasteel van Ponferrada
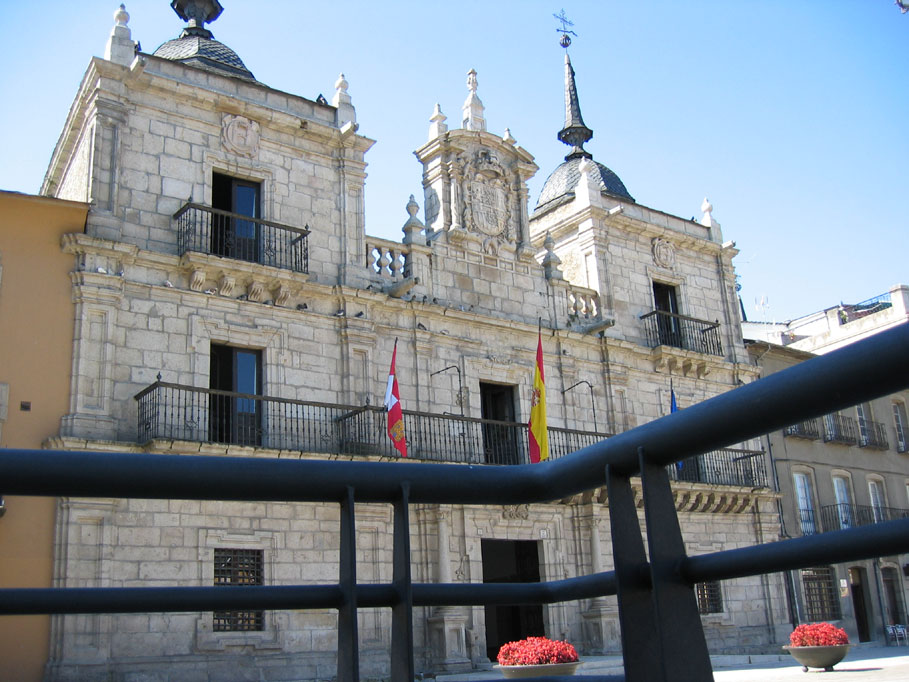
Gemeentehuis